# Ceraia goldfinchii
Ceraia goldfinchii é uma espécie de orquídea de flores pequenas que duram muito pouco, mas florescem diversas vezes ao ano, nativa da Nova Guiné e diversas ilhas do sudoeste do Pacífico.